# زیارت بالا
زیارت بالا روستایی از توابع بخش مرکزی شهرستان دماوند در استان تهران ایران است.

## جمعیت
این روستا در دهستان جمع‌آبرود قرار دارد و براساس سرشماری مرکز آمار ایران در سال ۱۳۸۵، جمعیت آن ۹۷ نفر (۴۵خانوار) بوده‌است.

## زبان
در روستای زیارت بالا بمانند شهر دماوند به زبان تاتی سخن گفته می‌شود.